# Blenders
Blenders – polski zespół muzyczny z Gdańska, założony w 1991 przez Szymona Kobylińskiego i Marcela Adamowicza.
Znakami rozpoznawczymi grupy są przebojowe kompozycje utrzymane w klimatach rapcore, funk, disco, popu i rocka, ciekawie zaaranżowane partie wokalne, często śpiewane falsetem i lekkie, humorystyczne teksty ze wstawkami anglojęzycznymi. Zespół jest zaliczany do kręgu Gdańskiej Sceny Alternatywnej.

## Historia
Za początek działalności Blenders można uznać koncert na festiwalu Yach Film w 1991, jednak debiutancka płyta ukazała się dopiero 4 lata później. Rockowo-funkowa Kaszëbë została ciepło przyjęta zarówno przez krytyków jak i publiczność, co zaowocowało nominacją do nagrody Fryderyki 1995 w kategorii Fonograficzny Debiut Roku.
W lipcu 1995 formacja wystąpiła na Sopot Rock Festival supportując zespoły Ice T. i Body Count, a rok później na tym samym festiwalu poprzedziła zespół Foo Fighters.
W lutym 1996 grupa wygrała polskie eliminacje do francuskiego festiwalu Le Printemps de Bourges, na którym wystąpił w kwietniu tego samego roku.
Prawdziwym sukcesem komercyjnym grupy okazała się druga płyta – Fankomat, wydana w 1996. To z niej pochodzi najbardziej znany przebój grupy „Ciągnik”, powodzeniem cieszyły się też „Biribomba” i „Mała obawa”. Fankomat zdobył miano złotej płyty, a Blenders zyskał popularność w kraju.
W 1996 Blendersi wystąpili na festiwalu w Węgorzewie, na Torwarze w Warszawie (obok takich gwiazd muzycznych jak: Kult, Big Cyc i Golden Life).
Rok później zespół wydał kolejny album Fankofil. Na płycie po raz pierwszy skierował się w stronę disco (m.in. „Czuję, że ja muszę”), ale najlepiej na listach przebojów radziły sobie popowe „Owca” i „Poniedziałek”.
Przez kolejne cztery lata Blenders często koncertował m.in. podczas Odjazdów 98, na Przystanku Woodstock 98, festiwalu w Węgorzewie 99, w ramach Inwazji Mocy 2000 w Szczecinie (support zespołu Alphaville, kapela Blenders zagrała dla  300-tysięcznej publiczności). Jedynym nagraniem z tego okresu była ich wersja utworu Depeche Mode „A Question of Time” nagrany na płytę Master of Celebration – Polish Artists Present Depeche Mode's Songs z 1999.
Zespół przypomniał o sobie w 2001 albumem Kuciland, określanym jako najbardziej dojrzały, bogaty brzmieniowo i zróżnicowany stylistycznie. Nawiązuje do muzyki disco lat 70., ale nie brakuje na nim też funky. Pojawia się sporo elektroniki i sekcja dęta, niespodzianką jest kobiecy wokal w jednym z utworów („Life”). Album był promowany w mediach przez piosenki: „Punkt G”, „Ona jest tu”, „Skosztuj mnie”.
W sierpniu 2001 Blenders wystąpił w warszawskim klubie Lokomotywa na koncercie z okazji pierwszych urodzin MTV Polska.
Po wydaniu Kuciland zespół ponownie skupił się na działalności koncertowej. W 2002 wspólnie z Kayah nagrał singel „Tylko ty i ja”.
Po kilku latach przerwy związanych z reorganizacją, od 2009 zespół ponownie rozpoczął regularne występowanie na koncertach. W ówczesnym roku zespół Blenders ponownie wystąpił na Przystanku Woodstock. W 2010 wydano nowe single, takie jak „Kasia” oraz „Astropunk”, nie zostały one jednak umieszczone na żadnym albumie.
W 2021 zespół reaktywował się w składzie z 1996, czego owocem okazała się reedycja albumu Kaszebe na płycie winylowej i kasecie magnetofonowej oraz pojawienie się wszystkich do tej pory wydanych płyt na streamingach. W 2022 pierwsze koncerty po przerwie zespół zagrał na festiwalu Pol’and’Rock Festiwal i CieszFanów Festiwal.

## Muzycy

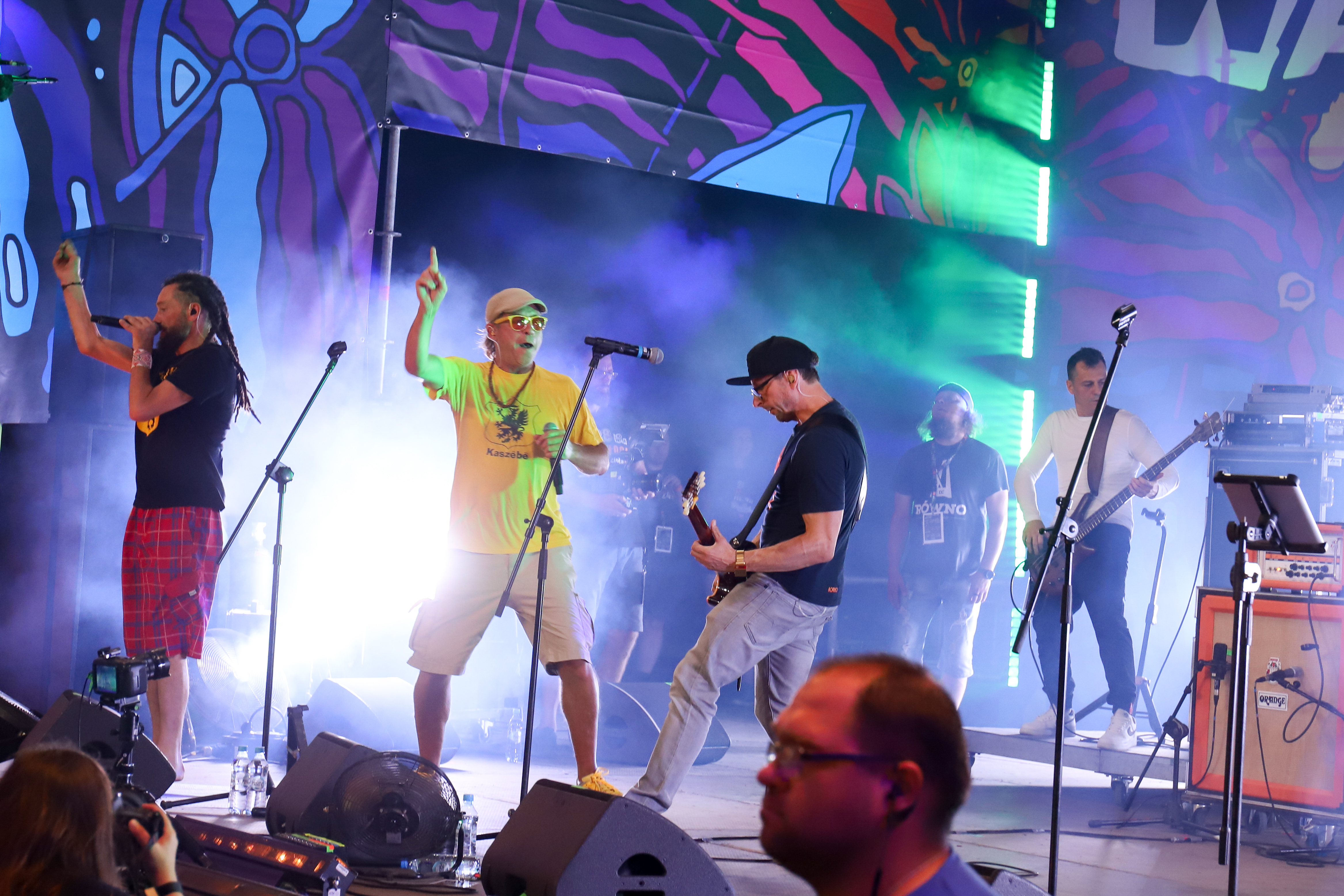
Na Pol’and’Rock Festival 2022

| Obecny skład zespołu - Sławomir Urbański – gitara basowa - Mariusz Noskowiak – perkusja (1995–2005), wokal (od 2006–2021) - Szymon Kobyliński – wokal, gitara (do 2006 i od 2021) - ) - Glenn Meyer – wokal (1996–1999, 2006–2010 i od 2021) - Tomasz Urbański – gitara (do 2011 i od 2021) |  | Byli członkowie zespołu - Tomasz Unrat – perkusja (do 1992) - Sławomir Babnis – instrumenty klawiszowe (do 1992) - Nigel Benway – wokal (1999–2003) - Bartek Krysiak – wokal (2003–2004) - Dawid Przyborowski – wokal (2004–2005) - Łukasz Jeleniewski – perkusja (2005–2006) - Krzysztof Stachura – gitara - Jarosław Kozłowski – perkusja - Marcel Adamowicz – wokal (do 1996 i od 2021-2024)[1] [2] |

## Dyskografia
Albumy
| Rok                        | Album                                                                | Pozycja na liście | Certyfikat          |
| Rok                        | Album                                                                | POL               | Certyfikat          |
| -------------------------- | -------------------------------------------------------------------- | ----------------- | ------------------- |
| 1995                       | Kaszëbë - Data: 17 kwietnia 1995 - Wydawca: Polton                   | –                 |                     |
| 1996                       | Fankomat - Data: 15 lipca 1996 - Wydawca: Polton                     | –                 | - ZPAV: złota płyta |
| 1997                       | Fankofil - Data: 17 października 1997 - Wydawca: Warner Music Poland | –                 |                     |
| 2001                       | Kuciland - Data: 13 czerwca 2001 - Wydawca: Universal Music Polska   | 50                |                     |
| „–” album nie był notowany |                                                                      |                   |                     |

Single
| Rok                         | Tytuł                        | Pozycja na liście | Pozycja na liście | Pozycja na liście | Album    |
| Rok                         | Tytuł                        | LP3               | PiK               | RMF               | Album    |
| --------------------------- | ---------------------------- | ----------------- | ----------------- | ----------------- | -------- |
| 1996                        | „Biribomba”                  | 25                | –                 | –                 | Fankomat |
| 1996                        | „Ciągnik”                    | 3                 | –                 | –                 | Fankomat |
| 1997                        | „Włos to włos”               | 16                | –                 | –                 | Fankofil |
| 1997                        | „Poniedziałek”               | 29                | 16                | –                 | Fankofil |
| 1998                        | „Owca”                       | 17                | –                 | –                 | Fankofil |
| 1998                        | „Czuję, że ja muszę”         | 30                | –                 | –                 | Fankofil |
| 2002                        | „Ona jest tu”                | –                 | –                 | 11                | Kuciland |
| 2003                        | „Tylko ty i ja” (oraz Kayah) | 36                | –                 | –                 |          |
| 2010                        | „Astropunk”                  | –                 | –                 | 6                 |          |
| „–” singel nie był notowany |                              |                   |                   |                   |          |

## Nagrody i wyróżnienia
| Rok  | Nagroda        | Kategoria                 | Tytułem            | Nota      | Źródło |
| ---- | -------------- | ------------------------- | ------------------ | --------- | ------ |
| 1995 | Fryderyki 1995 | Fonograficzny debiut roku | Blenders – Kaszëbë | Nominacja | [ 34 ] |